# Parafia św. Andrzeja Boboli we Wrocławiu
Parafia św. Andrzeja Boboli we Wrocławiu znajduje się w dekanacie Wrocław zachód (Leśnica) w archidiecezji wrocławskiej. Jej proboszczem jest ks. Artur Stochła. Obsługiwana przez księży archidiecezjalnych. Erygowana w 1992.

## Zasięg parafii
Do parafii należą wierni z Wrocławia mieszkający przy ulicach: Darłowskiej, Domasławskiej, Dziwnowskiej, Dźwirzyńskiej, Elbląskiej, Gołnowskiej, Helskiej, Hermanowskiej, Jaksonowickiej, Knignickiej, Kołobrzeskiej, Koszalińskiej, Majakowskiego, Metalowców (Dworzec Kuźniki), Międzyzdrojskiej, Morskiej, Puckiej, Pyrzyckiej, Rewalskiej, Sarbinowskiej, Słupskiej, Sukielickiej, Świnoujskiej, Uznamskiej, Wołyńskiej, Woźniczej i Żernickiej (nr 84-124).

## Proboszczowie parafii
- ks. prałat Bolesław Szczęch (1992–2019) – pierwszy proboszcz, inicjator budowy kościoła i domu parafialnego[1]
- ks. kanonik Artur Stochła (od 2019)